# Ooberman
Ooberman brittiskt band som bildades 1997 och upplöstes 2003, strax efter att deras andra album utkommit. Bandet återbildades april 2006 och upplöstes åter 2010.

## Diskografi
Studioalbum
- The Magic Treehouse (1999)
- Running Girl (2001)
- Hey Petrunko (2003)
- Carried Away (2006)

EPs
- Shorley Wall (1998)
- Bluebell Morning (2002)

Singlar
- "Sugar Bum" (1998)
- "Blossoms Falling" (1999)
- "Million Suns" (1999)
- "Tears from a Willow" (1999)
- "Shorley Wall" (2000)
- "Dolphin Blue" (2000)
- "Running Girl" (2001)
- "Beany Bean" (2002)
- "First Day of the Holidays" (2003)
- "The Beauty of Your Soul" (2006)

Samlingsalbum
- The Lost Tapes - Rare recordings 1991-2007 (2007)